# Anna Sofia av Brandenburg
Anna Sofia av Brandenburg, född 18 mars 1598 i Berlin, död 19 december 1659 i Berlin, var prinsessa av Brandenburg och genom sitt äktenskap med Fredrik Ulrik av Braunschweig-Lüneburg hertiginna av Braunschweig och Lüneburg samt furstinna av Braunschweig-Wolfenbüttel.

## Biografi
Anna Sofia tillhörde huset Hohenzollern och var äldsta dotter till kurfurst Johan Sigismund av Brandenburg i äktenskapet med Anna av Preussen. Hennes morfar var hertig Albrekt Fredrik av Preussen och hon var äldre syster till den svenska drottningen Maria Eleonora av Brandenburg. Ett äktenskap med pfalzgreve Wolfgang Wilhelm av Pfalz-Neuburg var ursprungligen planerat men förhandlingarna avbröts efter en konflikt mellan Anna Sofias far kurfursten och pfalzgreven.
Hon gifte sig istället 4 september 1614 i Wolfenbüttel med hertig Fredrik Ulrik av Braunschweig-Lüneburg (1591–1634). Till bröllopet anlitades Michael Praetorius för att komponera musiken.
Äktenskapet förblev barnlöst. Anna Sofia hade en kärleksrelation med hertigen Frans Albrekt av Sachsen-Lauenburg, som var officer i Johann T’Serclaes von Tillys armé. Efter att Frans Albrekt i ett slag vid Plesse hade besegrats av Anna Sofias svåger Kristian av Braunschweig, kom Frans Albrekts bagage inklusive komprometterande brevväxling mellan honom och Anna Sofia att uppdagas, som Kristian överlämnade till sin bror hertig Fredrik Ulrik. Anna Sofia tog sin tillflykt till sin bror Georg Vilhelms hov i Brandenburg. Hon skrev i ett brev till kejsar Ferdinand II att Fredrik Ulrik hade förvägrat henne sina äktenskapliga affekter och sitt hjärta, och Georg Vilhelm skrev till Fredrik Ulrik att han borde avsluta äktenskapet och skicka tillbaka hennes smycken.
Fredrik Ulrik lät stryka sin gemål ur kyrkornas böner, förbjöd utbetalning av räntor för Anna Sofias livgeding och konfiskerade hennes medhavda förmögenhet. Hon vägrade följa en kallelse till konsistoriet i Wolfenbüttel och medgav heller inte sitt tillstånd för en officiell skilsmässa så att Fredrik Ulrik skulle kunna gifta om sig.
Ett medlingsförsök av kejsar Ferdinand II misslyckades, och 1626 överlät han ärendet till kurfurst Johan Georg I av Sachsen. Denne tillsatte en domstol under ledning av överhovpredikanten Matthias Hoë von Hoënegg, med ledamöter från både Brandenburg och Lüneburg. Under förhandlingarna avled hertig Fredrik Ulrik och med honom utslocknade den mellersta grenen av huset Braunschweig.
Anna Sofia bodde därefter på sitt änkesäte, Schöningens slott. Där instiftade hon och främjade Schöningens stadsskola vid marknadstorget, som efter henne fick namnet Anna-Sophianeum. Byggnaden som köpts in för ändamålet byggdes på hennes beställning om i barockstil och försågs med hennes och makens vapen; huset är idag Schöningens lokalmuseum.
Anna Sophia utnämnde Raban von Canstein som hovråd och övermarskalk, som senare gjorde karriär hos hennes bror som kammarpresident vid hovet. Hon beskrivs som utomordentligt klok och kunde genom skickliga förhandlingar med parterna i trettioåriga kriget hålla sitt livgeding utanför krigets ödeläggelse och att skydda Helmstedts universitet. Den 29 april 1629 överlämnades amtet Calvörde av den kejserliga kommissionären till hertiginnan Anna Sofia. Generalerna på båda sidor ställde ut skyddsbrev till Anna Sofia, och hennes domäner förblev som enda del av furstendömet skyddat undan plundring och ödeläggelse.
Anna Sofia avled i Berlin 1659 och begravdes därefter i huset Hohenzollerns krypta i den dåvarande Berliner Dom. Av hennes bibliotek har ett femtiotal böcker bevarats i Niedersachsens landsarkiv i Wolfenbüttel.